# Équipe de Chypre féminine de volley-ball
L'équipe de Chypre féminine de volley-ball est composée des meilleures joueuses chypriotes sélectionnées par la Fédération chypriote de volley-ball (KOP : Kypriaki Omospondia Petosfairisis). Elle est actuellement classée au 63e rang de la Fédération internationale de volley-ball au 4 août 2022.

## Palmarès et parcours

### Palmarès
- Championnat d'Europe des petits États (6)
  - Vainqueur : 2000, 2004, 2009, 2011, 2013, 2015
  - Finaliste : 2002
  - Troisième : 2007, 2017